# Аракамчеченские источники
Аракамчеченские источники — термоминеральные источники на Чукотке.
Расположены в горной части острова Аракамчечен. Относятся к территории Провиденского района Чукотского автономного округа.
Впервые были обследованы во время проведения геолого-съёмочных работ в середине 1950-х годов.
Термы разгружаются непосредственно в трещинных зонах интрузивных пород и на их контактах с метаморфическими отложениями.
Химический состав вод (мг/л): рН 8,36; Na 400, K 9, Ca 72, Mg 4,8, Li 0,41.